# 方玉婷
方玉婷（1989年12月21日—），辽宁铁岭银州区人，中国女子射箭運動員。

## 簡介
2004年，14岁的方玉婷正式成为一名射箭运动员。起初，因为她的手天生比较小，做起一些动作時會較其他人费劲，有知名教练更认为她在射箭运动上不会有太大的发展。然而，經過一番刻苦練習，她的成績有了很大的進步，更在2006年代表辽宁省贏得十运会贏得射箭女子个人項目金牌。
2012年，方玉婷代表中国出戰英國倫敦舉行的奥林匹克运动会射箭比賽女子個人和女子團體賽事。